# Igreja de São Julião (Mendiga)
A Igreja de São Julião da Mendiga situa-se no centro da localidade da Mendiga, na freguesia de Arrimal e Mendiga, tendo sido inaugurada a 15 de agosto de 1968.
A igreja, tal como a sua antecessora, é da evocação de São Julião.

## História
A antiga Igreja Paroquial da Mendiga, era um templo que havia sido construído no século XVII, no mesmo local onde estaria uma outra igreja do século XIII de que muito pouco se sabe, sabendo-se apenas que esta existiu devido a documentos posteriores que mencionam a existência de um templo católico neste local, sendo a sua menção mais antiga conhecida de 1525, aquando da desanexação da paróquia da Colegiada de São João. Sabe-se também desta igreja, devido ao cortejo da trasladação do rei D. João II em 1499 que pernoitou nesta igreja.

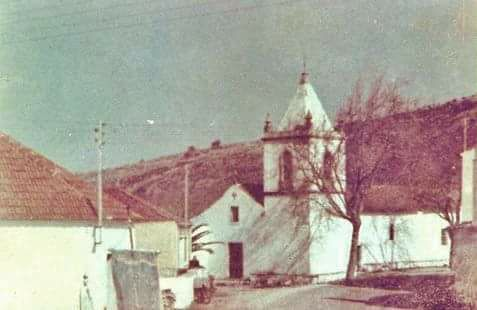
Antiga Igreja de S. Julião da Mendiga, demolida em 1974

A antiga igreja apresentava painéis de azulejo produzidos pela Real Fábrica do Juncal, que retratavam o nascimento de Cristo e a última ceia, estando as figuras perfuradas por tiros disparados pelos franceses aquando das invasões francesas, apresentava ainda um altar muito trabalhado em talha dourada, junto deste altar estava uma parede manchada de negro devido ao fumo produzido por um incêndio causado pelos invasores franceses quando pegaram fogo à toalha que cobria o altar.
No final dos anos 50 do século XX, a antiga igreja paroquial de Mendiga, apresentava alguns danos estruturais, fruto da destruição de que foi alvo durante as invasões francesas e apresentava-se já pequena para a população crescente da freguesia, decidiu-se então na construção de uma nova igreja de maiores dimensões.

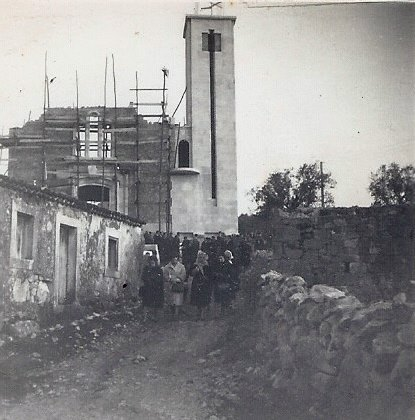
Construção da Igreja de S. Julião da Mendiga (c.1965)

A atual Igreja de São Julião da Mendiga foi construída no local onde se encontrava a casa da família Durão Alves, onde nasceram os padres jesuítas e filósofos, António Durão Alves, Augusto Durão Alves e Paulo Durão Alves, tendo sido estes a doar a casa para que se construísse a nova igreja, igreja esta que veio substituir a antiga igreja do século XVII, que acabou por ser demolida na década de 70 devido aos danos estruturais que apresentava.

## Arquitetura
A Igreja de São Julião da Mendiga é um templo de grandes dimensões com predomínio de linhas retas, grave e imponente, ao estilo português suave, vigente na época da sua construção. É revestida interiormente por mármore.
Aquando da sua construção, foi considerada uma das maiores igrejas do distrito de Leiria.

## Celebrações

### Festas religiosas
Realizam-se anualmente duas grandes festas religiosas. Um delas, em honra de São Brás, no primeiro fim de semana de fevereiro. Outra, no feriado de dia 15 de agosto e dias adjacentes, em honra de Nossa Senhora da Assunção.

### Tradições religiosas
Para além das festas religiosas, outras tradições continuam a prevalecer. Realiza-se anualmente a procissão da bênção do gado, em honra de Santo António e de Santa Susana e também a procissão das ofertas a Nossa Senhora de Fátima.